# 318 a.C.
Il 318 a.C. (CCCXVIII a.C. in numeri romani) è un anno  del IV secolo a.C.

## Eventi
- Tolomeo I occupa la Palestina
- Antigono I Monoftalmo sconfigge una flotta di Poliperconte
- In Cina lo stato Qin ottiene il controllo del fertile bacino Sichuan
- Roma
  - Consoli Marco Folio Flaccinatore e Lucio Plautio Venno

## Nati
- Pirro, militare greco antico († 272 a.C.)

## Morti
- Clito il Bianco, ammiraglio macedone antico
- Demade, oratore e politico ateniese (n. 380 a.C.)
- Filippo, militare macedone antico
- Focione, politico e militare ateniese
- Nicanore di Stagira, militare macedone antico